# Jean Guillon
Pour les articles homonymes, voir Guillon.
Jean Guillon, né le 30 juillet 1908 à Poitiers (Vienne) et mort le 12 août 1974 à Mende (Lozère), est un homme politique français. Membre du Parti communiste français, il est député d'Indre-et-Loire de 1945 à 1951.

## Biographie
Fils d'un employé d'octroi et d'une lingère, Jean Guillon fait de brillantes études primaires, qui le mènent à l'école normale supérieure de Saint-Cloud, qu'il intègre en 1929 après un passage par l'école normale de Poitiers.
C'est pendant ces années d'études qu'il s'engage, d'abord au sein de l'Union fédérale des étudiants, puis au sein de la fédération de l'enseignement de la CGTU. Il défend alors les positions de la majorité confédérale, proche du Parti communiste, contre la direction de la fédération. Il adhère d'ailleurs aux jeunesses communistes en 1930, puis au parti l'année suivante.
À sa sortie de l'école, après un court passage comme instituteur à  Argenton-sur-Creuse, il est professeur à l'école primaire supérieure de Gérardmer, puis à Longwy, avant d'obtenir un poste dans sa région d'origine, dans la Vienne, en octobre 1935, d'abord à Scorbé-Clairvaux, puis à l'EPS de Montmorillon.
Toujours investi dans l'action politique, il est notamment délégué au congrès national d'Arles (décembre 1937) du PCF. Cette même année, il est candidat malheureux aux cantonales.
Après plusieurs atermoiements administratifs, il est nommé à la rentrée 1940 à Tours.
C'est grâce à ses contacts syndicaux, et particulièrement Paul Delanoue, qu'il retrouve pendant la seconde guerre mondiale l'organisation clandestine du parti en avril 1941. Responsable du Front national et des FTP, passé dans la clandestinité à l'automne 1942,  il est activement recherché par la Gestapo, il est finalement arrêté en novembre 1943, mais, malgré la torture, parvient à cacher sa véritable identité derrière le pseudonyme de Jean Salado. Il n'échappe cependant pas à la déportation, au camp de Mauthausen, où il reste jusqu'en avril 1945. Son activité pendant la guerre lui vaut la croix de guerre.
Membre du comité départemental de libération d'Indre-et-Loire, il mène la liste communiste pour l'élection de la première constituante dans ce département, et obtient  21,7 % des voix, ce qui lui permet d'être élu député, puis est réélu  en juin 1946 (22,7 % des voix), puis en novembre (25,5 %).
À partir de 1945, et jusqu'en 1959, il est aussi conseiller municipal de Tours.
À l'assemblée, il se fait surtout remarquer comme orateur, attaquant souvent avec beaucoup de véhémence la politique gouvernementale, à partir de 1948, sur les questions de décolonisation. Il s'en prend ainsi à Maurice Schumann, en septembre 1948, dont il compare la situation pendant la guerre (réfugié à Londres) avec la sienne, en camp de concentration.
Il est pendant quelques mois, entre l'automne 1949 et la fin de l'année 1950, rédacteur en chef adjoint de L'Humanité.
De nouveau tête de liste en 1951, il fait les frais, malgré un bon résultat (22,6 %), du système des apparentements, qui prive le PCF de tout député dans l'Indre-et-Loire. Il reprend alors un poste d'enseignant, et exerce à Tours jusqu'à sa retraite, en 1966.
En 1955, il est candidat malheureux au Conseil de la République et, l'année suivante, le parti lui préfère Madeleine Boutard pour mener la liste. Placé en troisième position, il n'a aucune chance d'être élu, et le PCF n'obtient d'ailleurs qu'un seul siège.
En 1958, il se présente une dernière fois aux législatives, mais est battu au second tour. Il n'est pas plus heureux lors des cantonales de 1958 et 1961, où il se présente dans un canton de Tours.
À partir de la fin des années 1960, son état de santé réduit son activité politique. Il quitte les instances dirigeantes de la fédération communiste en 1966. Il se consacre alors aux associations d'anciens résistants et déportés et fonde, en 1967, la société des amis de Paul-Louis Courier, qui édite les Cahiers Paul-Louis Courier.

## Détail des fonctions et des mandats
Mandats parlementaires
- 21 octobre 1945 - 10 juin 1946 : Député d'Indre-et-Loire
- 2 juin 1946 - 27 novembre 1946 : Député d'Indre-et-Loire
- 10 novembre 1946 - 4 juillet 1951 : Député d'Indre-et-Loire